# Fessia furseorum
Fessia furseorum är en sparrisväxtart som först beskrevs av Robert Desmond Meikle, och fick sitt nu gällande namn av Franz Speta. Fessia furseorum ingår i släktet Fessia och familjen sparrisväxter. Inga underarter finns listade i Catalogue of Life.